# إك أونكار

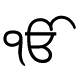
رسم لكلمة إيك أونكار بالبنجابية.

إك أونكار (بالشاهمكهي اک اونکار وتلفظ ‎[ɪkː oːəŋkaːɾᵊ]‏ ورمزها بالكرمكهي ੴ من إك الواحد وأونكار المخلص) مصطلح في الديانة السيخية يعني الحقيقة العليا الواحدة.

## معنى المصطلح
المصطلح بشكل عام يشير إلى توحيد الألوهية في الديانة السيخية، حيث ان السيخية ديانة توحيدية تؤمن بالإله الواحد وليس له مثيل ولا وصيف ولا شبيه ويحرم عندهم رسم الاله في صور.

## استخدام المصطلح
المصطلح أيضا هو افتتاح كتاب مول منتار، افتتاحية كتاب جورو جرانث صاحب، وأول أفتتاحية من النص الذي كتبه جورو ناناك في الجورو جرانث صاحب.

### في افتتاحية مول منتار
- بالبنجابية

| ” | ੴ ਸਤਿ ਨਾਮੁ ਕਰਤਾ ਪੁਰਖੁ ਨਿਰਭਉ ਨਿਰਵੈਰੁ ਅਕਾਲ ਮੂਰਤਿ ਅਜੂਨੀ ਸੈਭੰ ਗੁਰ ਪ੍ਰਸਾਦਿ ॥ | “ |

- الترجمة العربية

| ” | الحقيقة العليا الواحدة، هو الحق بالاسم،هو الخالق الأقوى، وهو خالي من الخوف والرغبةوهو الخالد | “ |